# Campodorus difformis
Campodorus difformis là một loài tò vò trong họ Ichneumonidae.